# Гендрік Дрекманн
Гендрік Дрекманн (нім. Hendrik Dreekmann; нар. 29 січня 1975) — колишній німецький тенісист.
Найвищу одиночну позицію світового рейтингу — 39 місце досяг 30 вересня 1996, парну — 296 місце — 28 жовтня 1996 року.
Здобув 3 одиночні титули.
Найвищим досягненням на турнірах Великого шолома був чвертьфінал в одиночному розряді.
Завершив кар'єру 2003 року.

## Фінали турнірів ATP за кар'єру

### Одиночний розряд: 2 (2 поразки)
| Легенда                         |
| ------------------------------- |
| Турніри Великого шлема (0–0)    |
| Фінали Світового туру ATP (0–0) |
| Серія Мастерс ATP (0–0)         |
| Серія турнірів ATP (0–0)        |
| Світова серія ATP (0–2)         |

| Фінали за покриттям |
| ------------------- |
| Тверде (0–2)        |
| Ґрунт (0–0)         |
| Трава (0–0)         |
| Килим (0–0)         |

| Фінали за типом корту |
| --------------------- |
| Відкритий корт (0–1)  |
| Закритий корт (0–1)   |

| Результат | В-П | Дата     | Турнір            | Рівень        | Покриття | Суперник     | Рахунок       |
| --------- | --- | -------- | ----------------- | ------------- | -------- | ------------ | ------------- |
| Поразка   | 0–1 | Кві 1994 | Сан-Сіті, ПАР     | Світова серія | Тверде   | Маркус Цюкке | 1–6, 4–6      |
| Поразка   | 0–2 | Вер 1996 | Базель, Швейцарія | Світова серія | Тверде   | Піт Сампрас  | 5–7, 2–6, 0–6 |

### Парний розряд: 1 (1 поразка)
| Легенда                         |
| ------------------------------- |
| Турніри Великого шлема (0–0)    |
| Фінали Світового туру ATP (0–0) |
| Серія Мастерс ATP (0–0)         |
| Серія турнірів ATP (0–0)        |
| Світова серія ATP (0–1)         |

| Фінали за покриттям |
| ------------------- |
| Тверде (0–1)        |
| Ґрунт (0–0)         |
| Трава (0–0)         |
| Килим (0–0)         |

| Фінали за типом корту |
| --------------------- |
| Відкритий корт (0–1)  |
| Закритий корт (0–0)   |

| Результат | В-П | Дата     | Турнір                | Рівень        | Покриття | Партнер          | Суперники             | Рахунок  |
| --------- | --- | -------- | --------------------- | ------------- | -------- | ---------------- | --------------------- | -------- |
| Поразка   | 0–1 | Сер 1996 | Connecticut Open, США | Світова серія | Тверде   | Олександр Волков | Люк Єнсен Мерфі Єнсен | 3–6, 6–7 |

## Фінали ATP Челленджер і ITF Ф'ючерс

### Одиночний розряд: 6 (3–3)
| Легенда              |
| -------------------- |
| ATP Челленджер (3–3) |
| ITF Ф'ючерс (0–0)    |

| Фінали за покриттям |
| ------------------- |
| Тверде (2–1)        |
| Ґрунт (0–0)         |
| Трава (0–0)         |
| Килим (1–2)         |

| Результат | В-П | Дата     | Турнір                    | Рівень     | Покриття | Суперник              | Рахунок       |
| --------- | --- | -------- | ------------------------- | ---------- | -------- | --------------------- | ------------- |
| Поразка   | 0-1 | Січ 1994 | Веллінгтон, Нова Зеландія | Челленджер | Тверде   | Тодд Вудбрідж         | 3–6, 3–6      |
| Поразка   | 0-2 | Лют 1994 | Ренн, Франція             | Челленджер | Килим    | Даніель Вацек         | 3–6, 4–6      |
| Перемога  | 1-2 | Лют 1996 | Ліппштадт, Німеччина      | Челленджер | Килим    | Патрік Фредрікссон    | 6–3, 6–4      |
| Поразка   | 1-3 | Січ 1997 | Гайльбронн, Німеччина     | Челленджер | Килим    | Генрік Гольм          | 3–6, 6–2, 0–6 |
| Перемога  | 2-3 | Лис 1997 | Аахен, Німеччина          | Челленджер | Тверде   | Їржі Новак (тенісист) | 5–7, 7–6, 6–3 |
| Перемога  | 3-3 | Лис 1998 | Аахен, Німеччина          | Челленджер | Тверде   | Орлін Станойчев       | 7–6, 6–4      |

### Парний розряд: 2 (1–1)
| Легенда              |
| -------------------- |
| ATP Челленджер (0–0) |
| ITF Ф'ючерс (1–1)    |

| Фінали за покриттям |
| ------------------- |
| Тверде (0–0)        |
| Ґрунт (1–1)         |
| Трава (0–0)         |
| Килим (0–0)         |

| Результат | В-П | Дата     | Турнір                   | Рівень  | Покриття | Партнер       | Суперники                  | Рахунок            |
| --------- | --- | -------- | ------------------------ | ------- | -------- | ------------- | -------------------------- | ------------------ |
| Поразка   | 0–1 | Тра 2003 | Німеччина F4, Мангайм    | Ф'ючерс | Ґрунт    | Франц Штаудер | Маркус Баєр Флоріан Єшонек | 6–4, 2–6, 6–7(5–7) |
| Перемога  | 1–1 | Лип 2006 | Німеччина F9, Еспелькамп | Ф'ючерс | Ґрунт    | Франц Штаудер | Мартін Еммріх Тобіас Камке | 7–5, 7–6(7–3)      |

## Часовий графік результатів
| W | Ф | ПФ | ЧФ | #Р | КТ | К# | DNQ | A | NH |

### Одиночний розряд
| Турніри Великого шлему                 |     |     |     |     |     |     |     |        |       |     |
| Відкритий чемпіонат Австралії з тенісу |     | 1р  | 3р  | 1р  | 1р  | 1р  | 2р  | 0 / 6  | 3–6   | 33% |
| Відкритий чемпіонат Франції з тенісу   |     | ЧФ  | 2р  | 2р  | 1р  |     | 1р  | 0 / 5  | 6–5   | 55% |
| Вімблдонський турнір                   |     | 1р  | 1р  | 1р  | 2р  | 2р  | 1р  | 0 / 6  | 2–6   | 25% |
| Відкритий чемпіонат США з тенісу       |     | 2р  | 1р  | 3р  | 1р  | 2р  | 1р  | 0 / 6  | 4–6   | 40% |
| В-П                                    | 0–0 | 5–4 | 3–4 | 3–4 | 1–4 | 2–3 | 1–4 | 0 / 23 | 15–23 | 39% |
| Тур ATP Мастерс 1000                   |     |     |     |     |     |     |     |        |       |     |
| Індіан-Веллс                           |     |     | К2р | К3р | 2р  | 2р  | К1р | 0 / 2  | 2–2   | 50% |
| Відкритий чемпіонат Маямі з тенісу     |     |     | 1р  | 3р  | ЧФ  | 2р  | 3р  | 0 / 5  | 9–5   | 64% |
| Монте-Карло                            |     |     |     | 1р  |     |     |     | 0 / 1  | 0–1   | 0%  |
| Гамбург                                | 1р  | 1р  | 1р  | 1р  | 1р  | К1р | 1р  | 0 / 6  | 0–6   | 0%  |
| Штутгарт                               |     |     |     | 1р  | К1р | К2р |     | 0 / 1  | 0–1   | 0%  |
| В-П                                    | 0–1 | 0–1 | 0–2 | 2–4 | 5–3 | 2–2 | 2–2 | 0 / 15 | 11–15 | 42% |